# Nopala (Hidalgo)
Esta página se refiere a una localidad. Para el municipio homónimo véase Municipio de Nopala de Villagrán
Nopala es una localidad mexicana, cabecera municipal del municipio de Nopala de Villagrán en el estado de Hidalgo.

## Geografía
Se encuentra en la región geográfica del Valle del Mezquital; a la localidad le corresponden las coordenadas geográficas 20° 15’ 06.805” de latitud norte y 99° 38’ 39.258” de longitud oeste, con una altitud de 2397 m s. n. m. Cuenta con un clima templado subhúmedo con lluvias en verano, de menor humedad; , con una temperatura media anual de 15 °C y una precipitación pluvial anual de 590 a 720 milímetros.
En cuanto a fisiografía se encuentra en la provincia del Eje Neovolcánico, dentro de la subprovincia del Llanuras y Sierras de Querétaro e Hidalgo; su terreno es de lomerío y escudo volcánico. En lo que respecta a la hidrología se encuentra posicionado en la región del Pánuco, dentro de la cuenca el río Moctezuma, y en la subcuenca del río Tecozautla. Se encuentra cerca de la presa Nopala.

## Demografía
En 2020 registro una población de 1155 personas, lo que corresponde al 6.81 % de la población municipal. De los cuales 523 son hombres y 632 son mujeres.
| Gráfica de evolución demográfica de Nopala entre 1900 y 2020 |
|                                                              |
| Población registrada por los censos y conteos del INEGI.     |